# Киркино
Киркино — деревня в Кичменгско-Городецком районе Вологодской области.
Входит в состав Кичменгского сельского поселения, с точки зрения административно-территориального деления — в Кичменгский сельсовет.
Расстояние по автодороге до районного центра Кичменгского Городка составляет 12 км, до центра муниципального образования Кичменгского Городка — 12 км. Ближайшие населённые пункты — Ваганово, Глебово, Некипелово.
Население по данным переписи 2002 года — 61 человек (28 мужчин, 33 женщины). Всё население — русские.